# Melchior Karczewski
Melchior Karczewski (ur. ok. 1708, zm. 17 kwietnia 1790) – pisarz miejski i burmistrz Kielc.
Urodził się około 1708 roku. Funkcję burmistrza Kielc sprawował w latach 1747–1750. Ponadto w 1749, 1756, 1769 i 1777 notowany jako pisarz miejski („notarius civitatis Kielcensis”). W 1749 roku był członkiem komisji do uzdrowienia prawa miejskiego Kielc (utworzonej przez biskupa Andrzeja Stanisława Załuskiego). Posiadał dom przy ulicy Warszawskiej, który w 1788 sprzedał za 1000 złotych rodzinie Gołębiowskich. Trzykrotnie żonaty – najpierw z Agnieszką Augustowską (od 1740), później z Anną Królikowiczową (od 1760), następnie zaś z Zofią Nowakowską (od 1771). Miał kilkoro dzieci.